# Jadwiga Szklarska

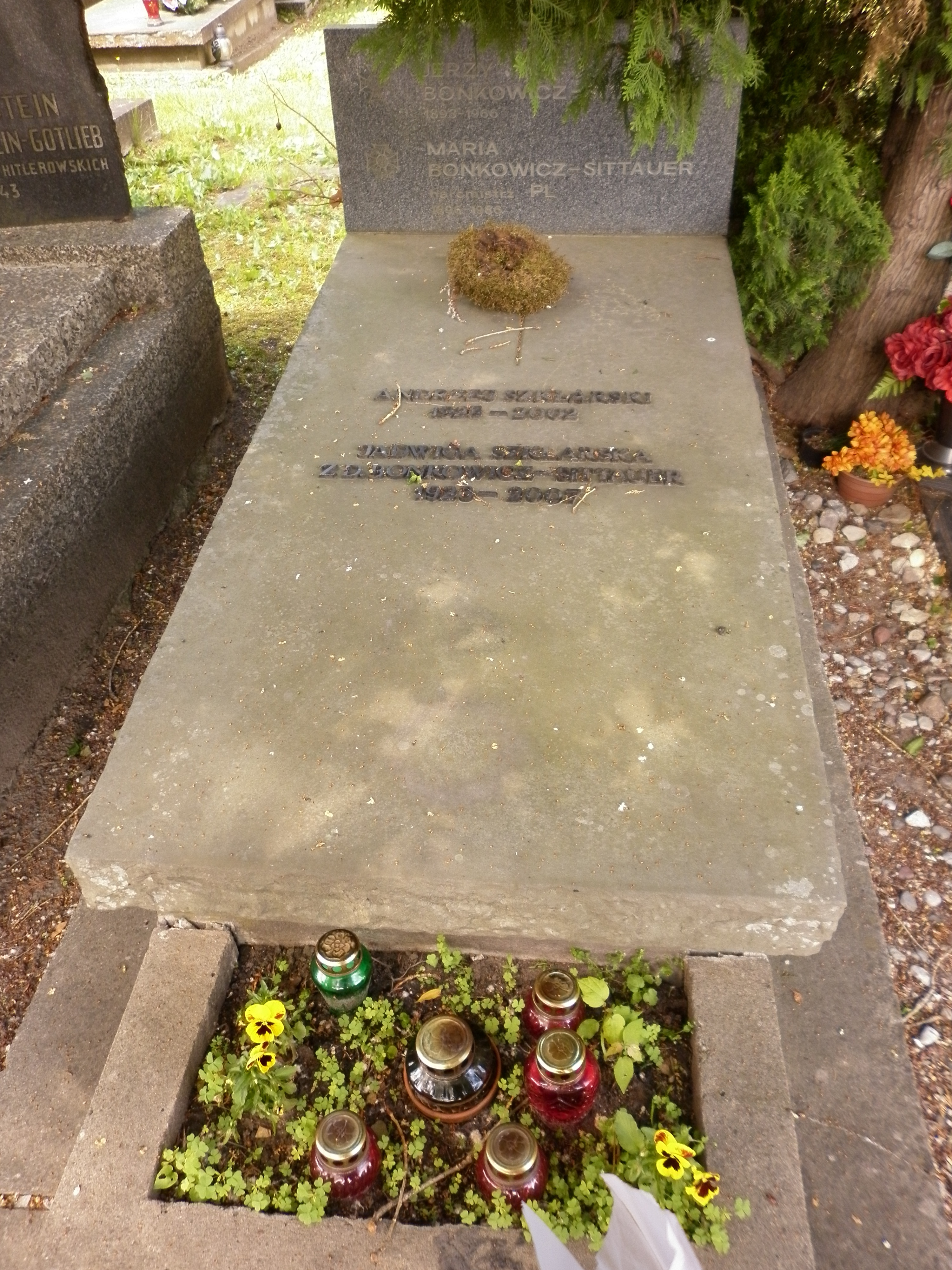
Grób Jadwigi Szklarskiej na Cmentarzu Wojskowym na Powązkach

Jadwiga Maria Szklarska z domu Bonkowicz-Sittauer (ur. 5 sierpnia 1923, zm. 22 listopada 2007 w Warszawie) – polska uczona, doktor nauk rolniczych.
Córka Jerzego Bonkowicza-Sittauera (1893-1966, oficer Wojska Polskiego, starosta, działacz osadnictwa) i Marii z domu Dobieckiej (1896-1986, harcmistrz Polski Ludowej). Została absolwentką Uniwersytetu Jagiellońskiego. Była wieloletnim pracownikiem Instytutu Hodowli i Aklimatyzacji Roślin – Radzików oraz Instytutu Warzywnictwa w Skierniewicach.
Jej mężem został Andrzej Szklarski (1923-2002).
Pochowana 29 listopada 2007 w grobowcu rodzinnym na Wojskowych Powązkach w Warszawie (kwatera FIII-0-12).

## Odznaczenia
- Złoty Krzyż Zasługi
- Order Odrodzenia Polski

## Wybrana bibliografia
- ”Wybrane metody statystyki matematycznej w doświadczalnictwie rolniczym i warzywniczym” (Państwowe Wydaw. Rolnicze i Leśne, Poznań, 1978 r.)[4]
- "Głód i sytość na naszym globie" (wspólnie z Krystyną Ożarowską i Norą Krusze) (Państwowe Wydaw. Rolnicze i Leśne, Warszawa, 1987 r.)